# Des Wahnsinns fette Beute
Des Wahnsinns fette Beute è un album della band tedesca OOMPH! pubblicato nel 2012.

## Tracce
1. Unzerstörbar – 3:40
2. Zwei Schritte vor – 4:21
3. Such mich, find mich – 3:29
4. Bis der Spiegel zerbricht – 3:35
5. Die Geister, die ich rief – 3:03
6. Bonobo – 4:00
7. Deine Eltern – 4:03
8. Kleinstadtboy – 3:58
9. Regen – 4:12
10. Kosmonaut – 4:00
11. Komm zurück – 3:09
12. Aus meiner Haut – 3:07
13. Seemannsrose – 3:08
14. Unendlich – 5:15

Durata totale: 53:00